# LRDD
LRDD‏ (P53-induced death domain protein 1) هوَ بروتين يُشَفر بواسطة جين LRDD في الإنسان.